# Sakuma Morimasa
Sakuma Morimasa (佐久間 守正?; 1554 – 1º luglio 1583) è stato un samurai daimyō giapponese del periodo Sengoku, servitore del clan Oda.

## Biografia
Figlio di Sakuma Moritsugu e cugino di Sakuma Nobumori, fu uno dei principali servitori di Oda Nobuhide e Oda Nobunaga. Morimasa nacque in quello che ora è Shōwa-ku, Nagoya (sdistretto di Aichi, Owari), e fu servitore di Shibata Katsuie e uno dei suoi migliori generali in molte delle sue campagne. A Morimasa fu assegnata l'ex fortezza Ikkō-ikki di Oyama Gobo nella provincia di Kaga da Oda Nobunaga; la fortezza fu successivamente rinominata castello di Oyama nel 1580, e successivamente castello di Kanazawa. Dopo aver combattuto in varie campagne, gli fu dato il soprannome di onigenba che letteralmente significa "Demone Genba", essendo il suo secondo nome.
Dopo il tradimento di Akechi Mitsuhide che portò alla morte di Oda Nobunaga e del suo erede Oda Nobutada, Morimasa si schierò con Shibata Katsuie per rendere Oda Nobutaka (il terzo figlio di Nobunaga) come erede del clan Oda mentre Hashiba Hideyoshi (in seguito Toyotomi Hideyoshi ) sostenne Oda Hidenobu. Hidenobu era l'erede di Oda Nobutada ed ancora un bambino in quel momento. Questa discussione portò alla divisione dei servitori del clan Oda in due principali fazioni guidate da Shibata Katsuie e Hashiba Hideyoshi.
Gli eserciti delle due fazioni alla fine arrivarono alla guerra. Nel 1583, Morimasa guidò un'offensiva contro Takayama Ukon a Iwasakiyama.
Morimasa quindi procedette contro gli ordini di Shibata Katsuie, uccidendo Nakagawa Kiyohide durante le prime mosse della battaglia di Shizugatake nel 1583. Ignorando gli ordini di Shibata Katsuie di tornare indietro portò alla sua sconfitta quando le forze numerose di Toyotomi Hideyoshi si avvicinarono la mattina seguente. Morimasa fu catturato e decapitato.
La carica di Morimasa fu la scintilla necessaria per l'inizio della battaglia di Shizugatake dove le truppe di Hideyoshi furono in grado di sopprimere qualsiasi resistenza, guidata da Maeda Toshiie e prevenuto il sostegno di Sassa Narimasa e Takigawa Kazumasu. In tutto, le truppe di Hideyoshi ammontavano a oltre 50.000 uomini mentre le truppe di Shibata Katsuie solo 25.000. 
Questo alla fine costrinse Shibata Katsuie a commettere seppuku assieme a sua moglie Oichi (sorella minore di Nobunaga).